# Den store dag (dokumentarfilm)
 For alternative betydninger, se Den store dag (flertydig). (Se også artikler, som begynder med Den store dag)
Den store dag er en dansk dokumentarfilm fra 1975 instrueret af Jørgen Vestergaard efter eget manuskript. Filmen lægger op til debat om konfirmationer, et fænomen som næsten alle 13-14 årige skal tage stilling til, men uden entydige synspunkter.

## Handling
Eksempler fra landet viser forberedelserne i hjemmet og hos præsten og usikkerheden hos børnene i fortolkningen af begrebet konfirmation. Samtalerne med børnene på tomandshånd understreger, at for de fleste er pengene og gaverne det egentlige motiv. Filmen følger hele forløbet fra de første forberedelser, til indkøb af kjole, konfirmationssang, mad til festen frem til selve den store dag.